# ناكول ميهتا
ناكول ميهتا هو ممثل هندي إكتسب الشهرة في مسلسل للعشق جنون بدور شيڤاي سينغ أوبروي.

## أعماله
| السنة     | العمل                                         | الدور             | المصادر |
| --------- | --------------------------------------------- | ----------------- | ------- |
| 2012–2014 | Pyaar Ka Dard Hai Meetha Meetha Pyaara Pyaara | أديتيا كومار      | [ 1 ]   |
| 2015      | إيندياز غوت تالنت                             | Host              | [ 2 ]   |
| 2016–2019 | للعشق جنون                                    | شيفاي سينغ أوبروي | [ 3 ]   |
| 2017      | Dil Boley Oberoi                              | شيفاي سينغ أوبروي |         |

## روابط خارجية
- ناكول ميهتا على موقع IMDb (الإنجليزية)
- ناكول ميهتا على موقع قاعدة بيانات الفيلم (الإنجليزية)
- ناكول ميهتا على موقع كينوبويسك (الروسية)